# Kasztelania wiska
Kasztelania wiska – kasztelania mieszcząca się niegdyś w województwie mazowieckim, z siedzibą (kasztelem) w Wiźnie.

## Kasztelanowie wiscy
| Imię i nazwisko        | Okres urzędowania                       | p.    |
| ---------------------- | --------------------------------------- | ----- |
| Jan Łoski              | 1529 - 1532                             | [ 2 ] |
| Jakub Brzoska          | (już 1532?) 1534 - 1544                 | [ 2 ] |
| Stanisław Ławski       | 1544 - 1554                             | [ 2 ] |
| Aleksander Iłowski     | 1555 - 1556                             | [ 2 ] |
| Walenty Nadarzyński    | 1555 - 1564                             | [ 2 ] |
| Andrzej Iłowski        | (już 1564?) 1565 - 1582                 | [ 2 ] |
| Marcin Mężeński        | 1582 - 1597 (jeszcze 1598?)             | [ 2 ] |
| Wojciech Rakowski      | (już 1597?) 1617 - 1617                 | [ 2 ] |
| Andrzej Chądzyński     | 1617 - 1625                             | [ 2 ] |
| Wojciech Iłowski       | 1625 - 1633                             | [ 2 ] |
| Feliks Iłowski         | 1633 - 1646 (jeszcze 1646?)             | [ 2 ] |
| Wojciech Przedwojewski | 1646 - 1648                             | [ 2 ] |
| Stanisław Baranowski   | (już 1648?) 1648 - 1655 (jeszcze 1655?) | [ 2 ] |
| Jan Zieliński          | (już 1648?) 1655 - 1668                 | [ 2 ] |
| Adrian Żóchowski       | (już 1668?) 1674 - 1674 (jeszcze 1685?) | [ 2 ] |
| Florian Drozdowski     | (już 1674?) 1685 - 1685 (jeszcze 1697?) | [ 2 ] |
| Kazimierz Rostkowski   | (już 1685?) 1697 - 1714                 | [ 2 ] |
| Jan Zaleski            | 1714 - 1725                             | [ 2 ] |
| Stanisław Wilczewski   | 1726 - 1727                             | [ 2 ] |
| Władysław Zaleski      | 1727 - 1737                             | [ 2 ] |
| Jacek Stoiński         | 1737 - 1738                             | [ 2 ] |
| Jan Rostworowski       | 1738 - 1742                             | [ 2 ] |
| Gabriel Szpilewski     | 1742 - 1750                             | [ 2 ] |
| Jan Czarnecki          | 1750 - 1762                             | [ 2 ] |
| Jan Krasiński          | 1762 - 1764                             | [ 2 ] |
| Kazimierz Karaś        | 1764 - 1775                             | [ 2 ] |
| Tomasz Aleksandrowicz  | 1775 - 1779                             | [ 2 ] |
| Chryzanty Opacki       | 1779 - 1795                             | [ 2 ] |